# Бербоут-чартер
Бербо́ут-ча́ртер (англ. Bareboat charter, Demise charter) — в торговом мореплавании договор фрахтования судна без экипажа.

## Основные права и обязанности сторон
По договору фрахтования судна без экипажа судовладелец обязуется за обусловленную плату (фрахт) предоставить фрахтователю в пользование и во владение на определенный срок не укомплектованное экипажем и не снаряженное судно для перевозок грузов, пассажиров или для иных целей торгового мореплавания.
Фрахтователь же уполномочен распоряжаться судном в течение срока действия чартера по своему усмотрению на правах владельца. Он принимает на себя всю ответственность и издержки по совместному предприятию. Кроме того, он вправе сменить флаг судна, нанести свои фирменные знаки, а также 
заключать от своего имени договоры фрахтования судна без экипажа с третьими лицами на весь срок действия бербоут-чартера или на часть данного срока (суббербоут-чартер).